# Márta Kurtág
Dans le nom hongrois Kurtág Márta, le nom de famille précède le prénom, mais cet article utilise l’ordre habituel en français Márta Kurtág, où le prénom précède le nom.
Márta Kurtág (née Márta Kinsker; le nom est souvent écrit Marta Kurtag ; 1er octobre 1927 − 17 octobre 2019) est une pianiste hongroise. Elle est l'épouse et la partenaire musicale de György Kurtág.

## Biographie
Márta Kurtág est née à Esztergom. Elle étudie avec András Mihály et Leó Weiner. Elle épouse György Kurtág en 1947 ; leur fils, György Kurtág Jr., naît en 1954. Elle meurt à Budapest à l’âge de 92 ans. Elle interprète, avec son mari, notamment Játékok mais enregistre aussi en solo et reste une pédagogue renommée.